# 訓民正音
訓民正音（フンミンジョンウム、朝: 훈민정음）とは、李氏朝鮮の世宗が制定した文字体系ハングルの正式名称、あるいはそれについて解説した書物のことをいう。ここでは主として書物のことについて説明する。文字自体についてはハングルの項を参照。

## 歴史

### 李氏朝鮮時代
訓民正音とは、「民を訓える正しい音」という意味である。世宗は、それまで使用されてきた漢字が、朝鮮語とは構造が異なる中国語表記のための文字体系であるために、民草が学び用いる事が出来ぬ事実に鑑み、世宗25年（1443年）に、朝鮮語を表記するために新しい文字体系を作り、訓民正音と呼んだ。
世宗28年（1446年）に鄭麟趾らが、世宗の命を受けてこの新しい文字について説明した漢文解説書を刊行したが、その本の名称が『訓民正音』である。
『訓民正音』は、例義篇と鄭麟趾序を記載した『朝鮮王朝実録』（世宗28年9月の条）や朝鮮語訳つきの例義篇（これを諺解本という）を記載した『月印釈譜』（1459年）などによって一部残存していたが、1940年、慶尚北道の安東郡臥龍面周下洞の民家から注釈部分の解例篇を含んだ「解例本」が発見された。
李氏朝鮮時代は清の従属下にあり、漢字が重視される一方、ハングルは書簡や詩歌での使用に限られ、公文書に採用されることはなかった。燕山君の時期にはハングル使用者への弾圧も行われた。李朝末期の1886年になって開化派と井上角五郎の協力により朝鮮で初のハングル使用の新聞・公文書（官報）である『漢城周報』が発行された。また、一般人（特に女子）のための教育機関は皆無で、大多数の朝鮮人は読み書きができない状況だった。

### 日本統治時代
日本併合時代の学校教育における科目の一つとしてハングルと漢字の混用による朝鮮語が導入されたため、朝鮮語の識字率は一定の上昇をみた。
1911年に朝鮮総督府は、第一次教育令を公布し、朝鮮語は必修科目としてハングルが教えられることとなった。朝鮮語の時間以外の教授言語としては日本語が使用された。総督府は1912年に、近代において初めて作成された朝鮮語の正書法である普通学校用諺文綴字法を作成し、1930年には児童の学習能率の向上、朝鮮語の綴字法の整理・統一のための新正書法である諺文綴字法を作成し、それを用いた。

## 内容
『訓民正音』は、世宗の書いた序と本文の部分である「例義」篇、集賢殿の学者達が書いた解説部分である「解例」篇、「鄭麟趾序」の3つの部分に分けられる。

### 例義
例義の内容は、ハングルを制作した目的を明らかにした序文、28の字母の音価を五音や漢字例によって初声17字・中声11字の順番で説明した部分、連書・並書・附書（複合字母の合成法）や成音（字母を合わせて1つの音節を表すこと）・加点（声調符号を加えること）といった運用法についての部分に分けられる。なお諺解本ではこれに朝鮮語にはない中国語の歯頭音と正歯音を表記するための字を設けた部分が加えられている。
以下に序文（世宗序とも言われる）のみを示す。

漢文

原文

 | 國之語音이 異乎中國ᄒᆞ야 與文字로 不相流通ᄒᆞᆯᄊᆡ〮 故로〮 愚民이〮 有所欲言ᄒᆞ〮야도〮 而終不得伸其情者ㅣ 多矣라〮 予ㅣ 爲此憫然ᄒᆞ〮야〮 新制二十八字ᄒᆞ〮노니〮 欲使人人ᄋᆞ로 易習ᄒᆞ야 便於日用耳니라。 | 國くに之の語音ごおん、異ことナリレ乎に二中國ちうごく一、 與と二文字もじ一不ず二相あヒ流通りうつうセ一、 故ゆゑニ愚おろカナル民たみ、有あレドモレ所ところレ欲ほっスルレ言いハムト、 而終つひニ不ざルレ得えレ伸のブルヲ二其そノ情じゃうヲ一者もの、多おほシ矣。 予よ、爲ためニレ此こレガ憫然びんぜんタリテ、 新あらタニ制つくリ二二十八字にじふはちじヲ一、 欲ほっスルレ使しメムト二人人ひとびとヲシテ、易たやすク習ならヒ、 便べんタラ一レ於に二日ひび用もちゐル一ニ耳のみ。 |
現代語訳

 | 國之語音이 異乎中國하여 與文字로 不相流通하므로 故로 愚民이 有所欲言하여도 而終不得伸其情者가 多矣라 予가 爲此憫然하여 新制二十八字하노니 欲使人人으로 易習하여 便於日用耳니라 | 國の語音、中國に異なり、 文字と相ひ流通せず、 故に愚かなる民、言はむと欲する所有れども、 終に其の情を伸ぶるを得ざる者、多し。 予此れが爲に憫然たりて、 新たに二十八字を制り、 人〻をして易く習ひ、 日用るに便たらしめむと欲するのみ。 |

諺解

 | 原文（中世朝鮮語） 나랏〮말〯ᄊᆞ미〮 中國에〮달아〮 文字와〮로〮 서르 ᄉᆞᄆᆞᆺ디〮 아니〮ᄒᆞᆯᄊᆡ〮 이〮런 젼ᄎᆞ〮로〮 어린〮 百姓이〮 니르고〮져〮 호ᇙ〮 배〮 이셔〮도〮 ᄆᆞᄎᆞᆷ〮내〯 제 ᄠᅳ〮들〮 시러〮 펴디〮 몯 ᄒᆞᇙ 노〮미〮 하니〮라〮 내〮 이〮ᄅᆞᆯ〮 爲ᄒᆞ〮야〮 어〯엿비〮 너겨〮 새〮로〮 스〮믈〮여듧〮 字ᄅᆞᆯ〮 ᄆᆡᇰᄀᆞ〮노니〮 사〯람마〯다〮 ᄒᆡ〯ᅇᅧ〮 수〯ᄫᅵ〮 니겨〮 날〮로〮 ᄡᅮ〮메〮 便安킈〮 ᄒᆞ고〮져〮 ᄒᆞᇙ ᄯᆞᄅᆞ미〮니라〮。 | 現代語訳 나라의 말이 중국과 달라 문자가 서로 맞지 아니하니 이러한 까닭으로 어리석은 백성이 말하고자 하는 바가 있어도 마침내 제 뜻을 능히 펴지 못하는 사람이 많다 내가 이를 위해, 가엾이 여겨 새로 스물 여덟 자를 만드니 사람마다 하여 쉬이 익혀 날마다 씀에 편안하게 하고자 할 따름이니라. |
和訳
わが国の語音は中国とは異なり、
漢字と噛み合っていないので、
愚かな民たちは言いたいことがあっても
書き表せずに終わることが多い。
予（世宗）はそれを哀れに思い、
新たに28文字を制定した。
人々が簡単に学習でき、
また日々の用に便利なようにさせることを願ってのことである。

### 解例
解例は世宗の命令に従って学者たちが書いた例義についての注釈である。これは字母の制作原理を説明した「制字解」、音節頭子音を表記する17字を説明した「初声解」、母音11字を説明した「中声解」、音節末子音を説明する「終声解」、初声・中声・終声が結合して音節を表記する方法を説明した「合字解」、ハングルによって単語を表記した例を載せた「用字例」の6つに分けることができる。

### 鄭麟趾序
鄭麟趾の書いた『訓民正音』の序文。ここで執筆に携わった人物の名前が載せられており、鄭麟趾・崔恒・朴彭年・申叔舟・成三問・姜希顔・李塏・李善老がいたことが分かる。

## 制字原理
訓民正音では音節構造を3つの部分に分けて分析する。すなわち音節初めの頭子音を表す部分を初声、音節の中心となる母音部分を中声、音節末子音を表す部分を終声という。各部分にそれぞれ字母が設けられ、初・中・終の字母を組み合わせることによって1つの音節を表す1つの文字が作られた。字母は17の初声字と11の中声字が設けられているが、その運用によってより多くの音を表した。
なお初声字の基本17字とそれを並書した6字を合わせた23字は音韻学の五音三十六字母の体系と符合するように作られており、『東国正韻』（1448年）での漢字音表記と対応している。

### 初声
| 五音 | 象形               | 基本字 | 加画字 | 加画字 | 異体字     |
| ---- | ------------------ | ------ | ------ | ------ | ---------- |
| 牙音 | 舌根が喉を閉じる形 | ㄱ     | ㅋ     | ㅋ     | ㆁ         |
| 舌音 | 舌が上あごに付く形 | ㄴ     | ㄷ     | ㅌ     | ㄹ（半舌） |
| 唇音 | 唇の形             | ㅁ     | ㅂ     | ㅍ     |            |
| 歯音 | 歯の形             | ㅅ     | ㅈ     | ㅊ     | ㅿ（半歯） |
| 喉音 | 喉の形             | ㅇ     | ㆆ     | ㅎ     |            |

- 清濁 - 以上の17の基本の初声字母は、全清・次清・不清不濁に分けられた。
  - 全清 - ㄱ, ㄷ, ㅂ, ㅈ, ㅅ, ㆆ
  - 次清 - ㅋ, ㅌ, ㅍ, ㅊ, ㅎ
  - 不清不濁 - ㆁ, ㄴ, ㅁ, ㅇ, ㄹ, ㅿ
  - 清濁の分類には他に全濁もあるが、これは基本の初声字母ではなく次に示す各自並書で表される。
- 並書 - 初声字母を組み合わせて複合字母を作ること。
  - 各自並書 - 同じ初声字母を重ねて並べること。実際の朝鮮語の表記には特殊な場合を除いてあまり使われなかった。
    - 全濁音字 - ㄲ, ㄸ, ㅃ, ㅉ, ㅆ, ㆅ
    - その他 - ㆀ, ㅥ（諺解本）

  - 合用並書 - 異なる初声字母を2、3字並べること。当時の文献に現れる合用並書は以下の通り。通説ではㅅ系は硬音を、ㅂ系は二重子音を、ㅄ系はㅂ+硬音の二重子音を表したと考えられている。
    - ㅅ系 - ㅺ, ㅼ, ㅽ, (ㅻ)
    - ㅂ系 - ㅲ, ㅄ, ㅳ, ㅶ, ㅷ
    - ㅄ系 - ㅴ, ㅵ
- 連書 - 唇音字の下に喉音字ㅇを連ねること。唇が軽くしか触れずに発音される音を表す。実際の朝鮮語音の表記に使われたのはㅸのみであり、後は漢字音表記にしか使われなかった。また合字解には舌が軽くしか触れないᄛが設けられているが、実際に使われた例は見当たらない。
  - 唇軽音字 - ㅸ ㆄ ㅹ ㅱ
  - （半舌軽音字 - ᄛ）

### 中声
| 陰陽 | 象形 | 基本字 | 初出字 | 再出字 |
| ---- | ---- | ------ | ------ | ------ |
| 陽性 | 天   | ㆍ     | ㅗ, ㅏ | ㅛ, ㅑ |
| 陰性 | 地   | ㅡ     | ㅜ, ㅓ | ㅠ, ㅕ |
| 中性 | 人   | ㅣ     |        |        |

- 二字合用字 - ㅘ, ㅝ, ㆇ, ㆊ
- ㅣ相合字
  - 一字 - ㆎ, ㅢ, ㅚ, ㅐ, ㅟ, ㅔ, ㆉ, ㅒ, ㆌ, ㅖ
  - 二字 - ㅙ, ㅞ, ㆈ, ㆋ
- （ㆍㅡ起ㅣ声 - ᆝ, ᆜ）

このうち ㆇ, ㆊ, ㆈ, ㆋ の四字は朝鮮語音の表記には使われなかった。ㆊ, ㆋ は『東国正韻』の漢字音表記に使われたが、ㆇ, ㆈ が実際に用いられた例は見当たらない。また合字解に ᆝ [jʌ], ᆜ [jɯ] が設けられているが、国語で用いられることはなく、方言や子供の言葉に現れる場合があると書かれている。

### 終声
終声のためだけに別に字母が作られることはなく初声字がそのまま運用された。終声への字母の運用には以下の2つの相反する原則がある。
- 終声復用初声 - 例義篇に書かれている。2つの意味があり、制字上は初声字をそのまま用いて別に字母を作ることがないという原則であり、運用上はすべての初声字を終声に用いることができるという原則である。現在のハングル正書法はこれに従う。
- 8終声可足用 - 解例篇の終声解に書かれている。終声に用いる字母はㄱ, ㄴ, ㄷ, ㄹ, ㅁ, ㅂ, ㅅ, ㆁの8つで足りるという運用上の原則である。終声の音価に対して表音主義的な表記法であり、朝鮮語綴字法統一案（1933年）以前はこちらが使われることが多かった。

また、終声と後述の声調との関係は次の通りとされた。
- 平上去声 - 不清不濁の終声（ㆁ, ㄴ, ㅁ, ㅇ, ㄹ, ㅿ）
- 入声 - 全清・次清・全濁の終声（理論上はㄱ, ㅋ, ㄲ, ㄷ, ㅌ, ㄸ, ㅂ, ㅍ, ㅃ, ㅈ, ㅊ, ㅉ, ㅅ, ㅆ, ㆆ, ㅎ, ㆅ）

なお終声の合用並書には、ㄳ, ㅧ, ㄺ, ㄻ, ㄼ, ㅭが当時の文献に現れており、また終声の三字の合用並書は合字解にㅩの例が挙げられている。

### 合字
- 附書 - 初声字への中声字の付け方をいう。
  - 下書法 - ㆍ, ㅡ, ㅗ, ㅜ, ㅛ, ㅠは初声字の下に付す。
  - 右書法 - ㅣ, ㅏ, ㅓ, ㅑ, ㅕは初声字の右に付す。
- 成音 - 1音節を表す1つの文字として組み立てること。
  - 凡字必合而成音 - 例義に書かれている規則。すべての字母は他の字母と結合しなければ音を表さないという原則を表す。
  - 初中終三声合而成字 - 解例の合字解に書かれている規則。初・中・終の3声が結合されて1つの字が作られるという原則を表す。なお終声字は初中を合わせた字の下に置かれた。終声が存在せず、音節が母音で終わる場合、終声字は省略されるのが通常であるが、『東国正韻』の漢字表記ではㅇが用いられた。
- 加点 - 傍点と呼ばれる点を字の左横につけ、声調（中国音韻学からの借用語であるが、中国語と違って中期朝鮮語においては高低アクセントを表したと考えられる）を表す。

| 声調 | 傍点     | 訓民正音             | 性質                             | 合字解の例                      |
| ---- | -------- | -------------------- | -------------------------------- | ------------------------------- |
| 平声 | なし     | 安而和、春、万物舒泰 | 低調                             | 활（弓）                        |
| 上声 | 二点     | 和而挙、夏、万物漸盛 | 低高調                           | ：돌（石）                      |
| 去声 | 一点     | 挙而荘、秋、万物成熟 | 高調                             | ・갈（刀）                      |
| 入声 | 一定せず | 促而塞、冬、万物閉蔵 | /ㄱ, ㄷ, ㅂ, ㅅ/で短く終わる音節 | 긷（柱） ： 낟（穀） ・몯（針） |

### 歯頭音・正歯音を表す特殊字母
中国語漢字音の歯音には朝鮮語にない歯頭音（舌先と上歯茎で調音される歯音）と正歯音（舌先を下歯茎につけたまま盛り上げた舌と上歯茎で調音される歯音）の区別があった。『訓民正音』では歯音字の字形に差異を持たせることでこれを表記しようとした。この部分は諺解本にのみ言及があり、解例本には記載されていない。これらの字母は崔世珍の『四声通解』（1517年）で使用されている。訓民正音の歯頭音と正歯音の項目も参照。
- 歯頭音 - ᅎ, ᅔ, ᅏ, ᄼ, ᄽ
- 正歯音 - ᅐ, ᅕ, ᅑ, ᄾ, ᄿ

### 特殊字母
方言音や外来音を表記する場合には、以上のような制字原理に従わずに字母が組み合わされることがあった。中声字（母音）において陽母音と陰母音を組み合わせたり、短棒の数がちがうものを組み合わせることはできないが、その原則に反してᅶ, ᅷ, ᅸ, ᅹ, ᅺ, ᅻ, ᅼ, ᅽ, ᅾ, ᅿ, ᆀ, ᆁ, ᆂ, ᆃ, ᆆ, ᆇ, ᆉ, ᆊ, ᆋ, ᆌ, ᆍ, ᆎ, ᆏ, ᆐ, ᆓ, ᆕ, ᆖ, ᆗ, ᆚ, ᆛ, ᆜ, ᆝ, ᆟ, ᆠ, ᆢといったものが使われることがあった。また外来語の子音表記において特殊な字母の組み合わせが作られる場合があり、古くは満州語の表記にᅒが使われたり、近代では英語の[f]や[v]を表すためにᅋやᅄが使われたりした。

## 版本

### 解例本
解例があることから「解例本」と呼ばれる。解例本は1940年に慶尚北道安東郡臥龍面周下洞李漢杰家で発見されたという経緯が最も知られているがこれにはなお異論がある。全鎣弼が旧蔵していたことより全氏本とも呼ばれた。
はじめの2帳が欠落しており、全鎣弼が購入する前にすでに世宗実録の記述などにより補写され復原されていたという。しかしながら、この補写にはいくつかの誤りが指摘されており、また、第8帳裏には落書きと見られる筆写がある。なお、この『訓民正音解例本』は1962年、韓国の国宝第70号に指定され、1997年にはユネスコの世界の記憶に登録されている。
全33張1冊/木版本/横20 cm×縦29 cm/板匡 横16.8 cm×縦23.3 cm/本編7行11字、解例8行13字。現在は澗松美術館所蔵。
執筆　鄭麟趾、申叔舟、成三問、崔恒、朴彭年、姜希顔、李塏、李善老
解例本は長らくこの澗松美術館所蔵本のみが伝わってきたが、2008年に慶尚北道尚州市の骨董品店からの盗品として一冊が新たに発見された。しかし、2014年現在に至っても犯人の黙秘により本の所在は不明となっている。

### 異本（漢文のもの）
実録本
世宗実録の1446年9月の条に本文と鄭麟趾序が収録されている。
排字礼部韻略本
排字礼部韻略本（1679年）巻5に本文が収録されている。
列聖御製本
李朝歴代国王の詩文集列聖御製（17世紀）の巻2に本文が収録されている。これは注記により、実録から写したものであることが分かる。
経世訓民正音図説本
経世訓民正音図説（17世紀）の冒頭に本文が収録されている。

### 諺解本
解例本の本編の部分に関し、漢文の原文を提示した後にそれを朝鮮語訳し諺文で提示した形式の書籍である。解例本の解例の部分は付いていないが、諺解本には本文の末尾に中国語音を表す字である歯頭音字と正歯音字についての記述が付け加えられている。
西江大本
1459年刊行の初刊本月印釈譜巻1の巻頭に本文が収録されており、原刊本である。「世宗御製訓民正音」の内題がある。
喜方寺本
慶尚北道の喜方寺本において1568年に覆刻された月印釈譜巻1の巻頭に本文が収録されている。字句は西江大本と同一だが、覆刻の際の誤刻がいくつか認められる。（本記事の写真）
朴勝彬氏旧蔵本
朴勝彬が所蔵していた本で、現在は高麗大学校亜細亜問題研究所六堂文庫所蔵。原刊本とされるが第1帳が欠落のため補写され、その他にも部分的に補写が見られる。割注と諺解の文言は西江大本とは異なる。
宮内庁本
日本宮内庁書陵部が所蔵する18世紀ごろの写本。戦前にこの本を筆写したものがソウル大学校中央図書館に所蔵されており、また、この本の写真版本がやはりソウル大学校中央図書館に所蔵されているという。朴勝彬氏旧蔵本の模写とされる。
金沢庄三郎氏旧蔵本
金沢庄三郎が所蔵していた写本で、現在は駒澤大学図書館濯足文庫所蔵。字句は西江大本に一致する。

## 訓民正音解例本の誤訳
ユネスコ記憶遺産に登録する必要から訓民正音は公式に英訳されたが、そこに誤訳があったという主張がある。
解例本の「全淸之聲凝則爲全濁也」などで凝の字は従来、平音が「凝固して濃くなる」と解されていたため英語でもそのように訳された。また、解例本には厲の字が何箇所も使われているが、これは従来「激しい」と解されていたため strong と訳された。それぞれの形容する音を濃音、激音と呼ぶことがあるのはまさに凝と厲の漢字をこのように解釈したことに由来する。ちなみに解例本は全濁音を「最不厲」とも形容しているため、この部分は weakest sound と訳された。
これらが誤訳であるという主張では、厲は「速い」の意味であるとし、逆に凝は「遅い」の意味であるとする。この主張によれば濃音、激音という呼び名も不適切であり、訓民正音全体を誤読することにもなるという。